# Savave
Savave es una pequeña villa e islote ubicado en el atolón Nukufetau, en Tuvalu, un país del océano Pacífico Sur. Su población es de 546 habitantes (en 2006).
Está en el lado de la laguna del islote Fale. A finales del siglo XIX, después de la llegada de los misioneros, la gente de Nukufetau vivió en el islote Fale antes de trasladarse a Savave, que está en el lado de la laguna del asentamiento Fale.
En 1951 la escuela que estaba situada en el islote Motumua fue transferida a Savave y se convirtió en la escuela primaria del gobierno para Nukufetau. Fue nombrada la Escuela Conmemorativa Tutasi en honor a su predecesora. 